# Banguntapan (plaats)
Banguntapan is een bestuurslaag in het regentschap Bantul van de provincie Jogjakarta, Indonesië. Banguntapan telt 48.511 inwoners (volkstelling 2010).